# Quentin Crisp
Quentin Crisp (nacido como Denis Charles Pratt; Sutton, 25 de diciembre de 1908-Chorlton-cum-Hardy, 21 de noviembre de 1999) fue un escritor, modelo artístico, actor y conversador inglés conocido por su memorable y perspicaz ingenio. Antes de hacerse famoso, fue modelo de artistas, de ahí el título de su obra más famosa, The naked civil servant (El funcionario desnudo). Posteriormente se convirtió en un icono gay en los años 1970 debido a su personalidad extravagante, su sentido de la moda y su ingenio. Su estatus icónico fue ocasionalmente controvertido debido a sus comentarios sobre temas como la crisis del SIDA, lo que provocó la censura de activistas homosexuales, incluido el activista de derechos humanos Peter Tatchell. 
Durante su adolescencia trabajó brevemente como chapero. Luego pasó treinta años como modelo profesional para clases de vida en escuelas de arte. Las entrevistas que dio sobre su inusual vida atrajeron gran curiosidad y pronto fue buscado por sus opiniones personales sobre los modales sociales y el cultivo del estilo.
Su espectáculo unipersonal fue un éxito duradero tanto en Gran Bretaña como en Estados Unidos, y también apareció en películas y en televisión. Crisp desafió las convenciones al criticar tanto la liberación gay como a Diana, princesa de Gales.

## Primeros años de vida
Denis Charles Pratt nació en Sutton, Surrey, el 25 de diciembre de 1908, cuarto hijo del abogado Spencer Charles Pratt (1871-1931) y la ex institutriz Frances Marion Pratt (de soltera Phillips; 1873-1960). Sus hermanos mayores fueron Katherine (1901-1976), Gerald (1902-1983) y Lewis (1907-1968). Cambió su nombre por el de Quentin Crisp a los veinte años, tras marcharse de casa, y expresó una apariencia femenina hasta tal punto que escandalizó a los londinenses contemporáneos y provocó ataques de homofobia.
Según cuenta él mismo, Crisp era «afeminado» desde muy pequeño, lo que provocó que se burlaran de él cuando estudiaba en Kingswood House School en Epsom, Surrey, donde obtuvo una beca para el Denstone College, Uttoxeter, Staffordshire, en 1922. Tras dejar la escuela en 1926, Crisp estudió periodismo en el King's College de Londres, pero no consiguió graduarse en 1928, y pasó a recibir clases de arte en el Regent Street Polytechnic.
Por aquel entonces, Crisp empezó a frecuentar los cafés del Soho, siendo su favorito The Black Cat en Old Compton Street, conociendo a otros jóvenes homosexuales y rent boys, y experimentando con el maquillaje y la ropa de mujer. Durante seis meses trabajó de chapero, "buscando amor", como dijo en 1999, pero encontrando sólo degradación.; como dijo en una entrevista de 1998, una reflexión que ya había expresado anteriormente en la entrevista de 1968 Mundo en acción, que se emitió por televisión en 1971.
Crisp, tras abandonar su hogar para viajar al centro de Londres a finales de 1930 y tras vivir en varios pisos, encontró una habitación con derecho a cocina en Denbeig Street, donde recibía a los personajes más brillantes y turbulentos de Londres. Su estrafalaria apariencia —se maquillaba con tonos brillantes, teñía su melena con tonos rojizos, se pintaba las uñas de los pies y llevaba sandalias para enseñar los dedos de los pies pintados— le granjearon la admiración y la curiosidad de algunos sectores, aunque en general atrajeron la hostilidad y la violencia de los extraños que se cruzaban con él por la calle.

## Edad adulta
Crisp intentó alistarse en el ejército británico al estallar la Segunda Guerra Mundial, pero fue rechazado y declarado exento por la junta médica alegando que «padecía perversión sexual». Permaneció en Londres durante el bombardeo de 1941, se aprovisionó de cosméticos, compró dos kilos de henna y más tarde desfiló por las calles durante el apagón, recogiendo soldados. En 1940, se mudó a un primer piso en el número 129 de Beaufort Street, Chelsea, una habitación que ocupó hasta que emigró a Estados Unidos en 1981. En los años transcurridos desde entonces, nunca se ocupó de las tareas domésticas, y en sus memorias, tituladas «El funcionario desnudo», escribió: «Después de los cuatro primeros años, la suciedad no empeora».
Crisp dejó su trabajo como delineante en 1942 para convertirse en modelo en life classes de Londres y los Home Counties. Crisp quería titular su libro Yo reino en el infierno, una referencia a la obra de Milton El paraíso perdido de John Milton («Mejor reinar en el infierno que servir en el cielo»), pero su agente insistió en El funcionario desnudo, una insistencia que más tarde le hizo dudar cuando ofreció el manuscrito a Tom Maschler de Jonathan Cape el mismo día que Desmond Morris entregó El mono desnudo. The Naked Civil Servant  se publicó en 1968 con buenas críticas en general, aunque inicialmente sólo vendió 3.500 ejemplares. Quentin dijo que era una forma cortés de decirle que se muera. El documentalista Denis Mitchell se dirigió entonces a Crisp para que protagonizara un cortometraje de 1968 en el que hablaba de su vida y su estilo de vida. El documental se emitió en la televisión británica en 1971.

## La fama
El éxito de la película de El funcionario desnudo proyectó a Crisp en otra nueva dirección: la de intérprete. Crisp agotó las entradas del Teatro "Duque de York" de Londres, y después llevó el show a Nueva York, donde al final decidió mudarse. Tras el éxito de la película, se reimprimió su autobiografía; Gay News comentó que debería haberse publicado póstumamente (Crisp dijo que era su forma educada de decirle que se muriera). El activista por los derechos de los homosexuales Peter Tatchell dijo que había conocido a Crisp en 1974, y afirmó que no simpatizaba con el movimiento de Liberación Gay de la época. Su primera estancia allí, en el Hotel Chelsea, coincidió con un incendio, un robo y la muerte de Nancy Spungen. Se puso a preparar el traslado a Nueva York de forma permanente y en 1981 llegó con pocas pertenencias y encontró un pequeño apartamento en el Lower East Side de Manhattan. 
Después continuó representando su espectáculo de monólogos, publicando libros revolucionarios sobre la importancia de las costumbres contemporáneas como formas de inclusión social en oposición a la etiqueta, que excluye socialmente y se ganaba la vida aceptando invitaciones sociales y escribiendo críticas de cine para revistas y periódicos de Estados Unidos y el Reino unido. Comentó que a condición de que uno pueda mantenerse a base de cacahuetes y champán, se podría vivir fácilmente yendo a todos los cócteles, estrenos e inauguraciones a las que se le invite. Como hizo en Londres, Crisp permitió que su número de teléfono apareciera en la guía telefónica de Manhattan y lo consideraba como su deber el conversar con cualquiera que lo llamara. Durante más o menos los primeros veinte años en los que tuvo su propio número de teléfono respondía habitualmente llamadas con la frase "¿Sí, Dios?" (Solo por si acaso, dijo una vez). Más adelante lo cambió por "¿Oh, sí?" en un tono de voz quejumbroso.
Además de su número que aparecía en la guía, aceptó invitaciones a cenar de casi todo el mundo. Al tiempo que esperaba del que le invitaba la satisfacción de la cuenta de la cena, Quentin Crisp daba lo mejor de sí mismo para "ganarse la cena" deleitando a su anfitrión con hermosas historias y anécdotas en la forma en que lo solía hacer en sus representaciones teatrales. Se decía que cenar con él era uno de los mejores shows de Nueva York.
Durante los 80 y los 90 ganaría el reconocimiento mundial cuando Sting le dedicó su canción "Englishman in New York". Sting escribió la canción no mucho después de que Crisp se mudara de Londres a un apartamento en el Bowery de Manhattan. Crisp había señalado en tono jocoso al músico "... que esperaba recibir sus papeles de nacionalización para poder cometer un delito sin ser deportado". A finales de 1986 Sting visitó a Crisp en su apartamento de Nueva York y le contó durante la cena —y los tres días siguientes— como había sido la vida para un hombre homosexual en la Gran Bretaña homofóbica desde la década de los 20 a los 60. Sting quedó impresionado y fascinado al mismo tiempo y decidió escribir la canción.
Crisp fue retratado por el fotógrafo Herb Ritts y mencionado en los Diarios de Andy Warhol. También el escritor William S. Burroughs critícó ásperamente a Quentin, lo que le ganó muchas críticas.
En su autobiografía de 1995 Take it Like a Man Boy George habla de que siempre se había sentido muy cerca de Crisp durante su infancia, puesto que había tenido que soportar problemas similares como joven homosexual que vivía en un entorno homofóbico.

## Últimos años
Crisp continuó ferozmente independiente e impredecible en la ancianidad. Provocó controversia y confusión en la comunidad gay llamando en tono de broma al sida como "una moda pasajera" y a la homosexualidad como "una terrible enfermedad" y tuvo un célebre comentario irreverente sobre la muerte de Diana de Gales. No obstante, estaba continuamente en el punto de mira de los periodistas que buscaban una declaración y a lo largo de los noventa solicitaron sus comentarios sobre casi cualquier tema.
El año antes de que El funcionario desnudo fuera emitido en las televisiones británicas y estadounidenses y convirtieran al mismo Crisp y al actor que le interpretaba John Hurt en estrellas, el antiguo modelo de desnudos y chapero y después cómico de llenar teatros, hizo su debut como actor de cine en una producción de bajo presupuesto del Royal College of Art sobre Hamlet (1976). Crisp interpretó a Polonio en la adaptación de 65 minutos de una de las más grandes obras de Shakespeare, para apoyar a Helen Mirren, que hizo el doble papel de Ofelia y Gertrudis. Su retorno ante las cámaras tuvo que esperar nueve años más hasta 1985 con la película "The Bride" (La prometida) que le puso en contacto con el músico Sting, que interpretó el papel protagonista de Frankenstein. Posteriormente escribió una canción sobre Crisp "Englisman in New York", que incluye los siguientes versos:
"Takes a man to suffer ignorance and smile.

Be yourself, no matter what they say".
"Hace falta ser hombre para sufrir ignorancia y sonreír.

Sé tú mismo, no importa lo que digan".
Apareció en el show de televisión The equalizer (El ecualizador) en el episodio de la temporada de 1987 "First Light" (primera luz) y como narrador del corto de Richard Kwietniowski Ballad of Reading Gaol (La balada de la cárcel de Reading (1988), basada en el poema inmortal de Oscar Wilde. Cuatro años más tarde actuó como protagonista y encabezaba el reparto en la película independiente de bajo presupuesto Topsy and Bunker: The Cat Killers (Topsy y Bunker: Los asesinos de gatos), que se filmó en la ciudad de Nueva York, su nueva ciudad de residencia durante más de una década. Interpretaba al portero de un hotelucho de mala muerte en un barrio degradado bastante similar al barrio donde vivía. De acuerdo con el director de esta película, Thomas Massengale, daba gusto trabajar con él y los años 90 acabarían siendo su década más prolífica como actor, puesto que cada vez más directores le ofrecían papeles.
En 1992 Sally Potter le convenció para interpretar el papel de Isabel I de Inglaterra en la película "Orlando". Aunque encontró el papel agotador, ganó la aclamación general por una interpretación digna y conmovedora. Crisp posteriormente tuvo un cameo fuera de reparto en el polémico drama sobre el sida Filadelfia. El último papel de Crisp fue en una película independiente titulada "American Mod?? (1999) y su última película con un personaje completo fue "HomoHeights" (También estrenado como "Happy Heights") (1996). Fue elegido por Channel Four para impartir el primer "discurso alternativo de Navidad", el contrapunto del Mensaje de Navidad de la reina en 1993.
En 1996 estaba entre las muchas personas entrevistadas en el documental histórico sobre cómo ha retratado Hollywood la homosexualidad titulado The Celluloid Closet. En el tercer volumen de sus memorias, Resident Alien, publicada en el mismo año, Crisp afirmó que estaba al final de sus días. No obstante, un pacto humorístico que hizo con Penny Arcade para vivir cien años con diez años más por buena conducta se probó profética. En junio de ese mismo año, él fue uno de los artistas invitados en el festival del segundo día del Orgullo Gay en Glasgow (Escocia).
En diciembre de 1998, celebraba su noventa cumpleaños en el escenario en el estreno de su espectáculo de monólogos "una noche con Quentin Crisp" en el teatro Intar de la calle 42 en Nueva York (producido por John Glines). En noviembre de 1999, Quentin Crisp moría casi un mes antes de su nonagésimo primer cumpleaños en Chorlton-cum-Hardy en Mánchester, Inglaterra, en la víspera de una reedición nacional de su espectáculo de monólogos. Su cuerpo fue incinerado con un mínimo de ceremonia según su deseo, y sus cenizas llevadas a Nueva York y esparcidas sobre Manhattan.

## Obras de Quentin Crisp
- Lettering for Brush and Pen, (1936), Quentin Crisp and A.F. Stuart, Frederick Warne Ltd. Manual on advertising fonts.
- Colour in Display, (1938) Quentin Crisp, 131 páginass, The Blandford Press. Manual del uso del color en escaparates.
- All This And Bevin Too (1943) Quentin Crisp, ilustrado por Mervyn Peake, Mervyn Peake Society ISBN 0-9506125-0-2. Parábola, en verso, sobre un canguro en el paro.
- El Funcionario Desnudo, ISBN 8477023611-9788477023616, 272 páginas La versión aguda e ingeniosa de la primera mitad de su vida.
- Love Made Easy, (1977) Quentin Crisp, 154 pages, Duckworth, ISBN 0-7156-1188-7. Fantastical, semi-autobiographical novel.
- How to Have a Life Style, (1975), Quentin Crisp, 159 páginas, Cecil Woolf Publishing, ISBN 0-900821-83-3. Penetrantes ensayos escritos con elegancia sobre el carisma y la personalidad.
- Chog: A Gothic Fantasy, (1979), Quentin Crisp, ilustrado por Jo Lynch, 165 páginas, Methuen, ISBN 0-413-39490-5. Novela negra sobre los intríngulis de una mansión ruinosa.
- How to Become a Virgin, (1981) Quentin Crisp, 192 páginas, HarperCollins, ISBN 0-00-638798-5. Segunda entrega de la autobiografía, describiendo la fama de su primer libro y su siguiente dramatización.
- Doing It With Style, (1981) Quentin Crisp, with Donald Carroll, ilustrado por Jonathan Hills, 157 páginas, Methuen, ISBN 0-413-47490-9. una guía para una vida reflexiva y con estilo.
- The Wit and Wisdom of Quentin Crisp, (1984) Quentin Crisp, editado por Guy Kettelhack, Harper & Row, 140 páginas, ISBN 0-06-091178-6. Compilación de los ensayos y citas de Crisp.
- Manners from Heaven: a divine guide to good behaviour, (1984) Quentin Crisp, con John Hofsess, Hutchinson, ISBN 0-09-155810-7. Agudas instrucciones para una vida compasiva.
- How to Go to the Movies (1988) Quentin Crisp, 224 páginas, St. Martin's Press, ISBN 0-312-05444-0. Revisión de películas y ensayos sobre cine.
- The Gay and Lesbian Quotation Book: a literary companion, (1989) editado por Quentin Crisp, Hale, 185 páginas ISBN 0-7090-5605-2. Antología de citas relativas al mundo gay.
- Resident Alien: The New York Diaries (1996) Quentin Crisp, 225 páginas, HarperCollins, ISBN 0-00-638717-9. Diarios y recopilaciones de 1990 a 1994.
- Dusty Answers, (no publicado) editado por Phillip Ward. La última colección de escritos de Quentin Crisp, que incluirá una recopilación de su poesía y guiones de monólogos.

## Biografías de Quentin Crisp
- The Stately Homo: a celebration of the life of Quentin Crisp, (2000) editado por Paul Bailey, Bantam, 251 páginas, ISBN 0-593-04677-3. Colección de entrevistas y tributos de los que conocieron a Crisp.
- Quentin Crisp, (2002), Tim Fountain, Absolute Press, 192 páginas, ISBN 1-899791-48-5. Biografía por dramaturgos que conocieron a Crisp en los últimos años de su vida.
- Quentin and Philip, (2002), Andrew Barrow, Macmillan, 559 páginas, ISBN 0-333-78051-5. Biografía doble de Crisp y su amigo Philip O'Connor.

## Filmografía
- Hamlet (1976)....como Polonio
- La prometida(The Bride).... Como Dr. Zalhus
- The Equalizer.... Ernie Frick (episodio, Primera luz (1987)
- Ballad of Reading Gaol(La balada de la cárcel de Reading, corto) (1988).... Narrador
- Resident Alien (El residente forastero) (1990) (autobiografía).... El mismo
- Topsy and Bunker: The Cat Killers (1992).... Como Pat el portero
- Orlando (1992).... Como la Reina Isabel I
- Filadelfia (1993) (Fuera de reparto).... Invitado a la fiesta
- Red Ribbons (Lazos rojos) (1994) (Video).... como Horace Nightingale III
- Aunt Fannie Tía Fannie (1994) (Video).... Aunt Fannie
- Natural Born Crazies(Locos por naturaleza) (1994).... Narrador
- A Wong Foo Gracias por todo, Julie Newmar (1995).... Miembro del jurado del desfile de Nueva York
- Taylor Mead Unleashed",(documental-1996) Actuando de sí mismo.Director Sebastian Piras
- Little Red Riding Hood (Caperucita roja) (1997) (voz).... Narrador
- Famous Again(Otra vez famoso) (1998)
- Men Under Water(Hombres bajo el agua) (1998).... como Joseph
- Barriers (1998) Barreras.... como Nathan
- Homo Heights (1998).... como Malcolm
- American Mod (2002).... como la Abuela
- Domestic Strangers Estraños domésticos (2005).... como Mr. Davis